# Larry Hughes
Larry Darnell Hughes (St. Louis, 23 gennaio 1979) è un ex cestista statunitense, che giocava nel ruolo di guardia tiratrice nella NBA.

## Carriera

### High school e college
Hughes iniziò la sua carriera nella pallacanestro alla Christian Brothers College High School, vincendo il campionato nel 1997.
Mentre frequentava la Saint Louis University, Hughes si dichiarò eleggibile per il draft NBA 1998.

### NBA
Al Draft 1998 venne chiamato come ottava scelta assoluta dai Philadelphia 76ers. Giocò in questo team fino al 2000, quando passò ai Golden State Warriors; due anni più tardi venne ingaggiato dai Washington Wizards.
A Washington Hughes si fece conoscere come una guardia con ottime attitudini difensive: infatti nella stagione 2004-05 chiuse con una media di 2,89 palle rubate a partita e venne inserito nel quintetto difensivo dell'anno.
Nel 2005 divenne un free-agent (svincolato) e firmò un contratto quinquennale con i Cleveland Cavaliers. Fu inserito nei Cavs per fare da spalla di lusso alla giovane superstar LeBron James, prima scelta assoluta nel draft NBA 2003.
Nella stagione 2005-06, Hughes diede il suo apporto a Cleveland per il record di 18 vittorie e 10 sconfitte, prima di rompersi un dito. Nell'ultima apparizione prima dell'infortunio siglò 16 punti con 7 su 10 al tiro, con due rubate, cinque rimbalzi e tre assist.
Nella stagione 2006-07 i Cavaliers vincono il loro primo titolo di Conference ed accedono di diritto alle NBA Finals contro i San Antonio Spurs, venendo però battuti con un netto 4-0. Hughes fu una delle maggiori delusioni: da tutti designato come la vera alternativa a LeBron James, quando la stella non fosse stata in formissima, non fu mai all'altezza.
Il 21 febbraio 2008 si trasferisce dai Cavs ai Bulls nell'ambito della trade che ha coinvolto le due franchigie più i Sonics che ha portato al cambio di maglia da parte di Drew Gooden, Ben Wallace, Joe Smith, Delonte West, Donyell Marshall ed Ira Newble.
A quasi un anno esatto di distanza (precisamente il 19 febbraio 2009) viene nuovamente ceduto, questa volta ai New York Knicks in cambio di Tim Thomas, Jerome James e Anthony Roberson.
Il 18 febbraio 2010 viene ceduto ai Sacramento Kings in cambio di Sergio Rodríguez, per venire tagliato dopo pochi giorni. Successivamente viene ingaggiato da Charlotte, in data 13 marzo 2010.
Il 9 dicembre 2011, dopo il termine del lockout NBA, firma con la squadra degli Orlando Magic.

## Statistiche

### College
| Anno      | Squadra             | PG | PT | MP   | TC%  | 3P%  | TL%  | RP  | AP  | PRP | SP  | PP   |
| --------- | ------------------- | -- | -- | ---- | ---- | ---- | ---- | --- | --- | --- | --- | ---- |
| 1997-1998 | St. Louis Billikens | 32 | 32 | 32,4 | 41,5 | 29,0 | 69,2 | 5,1 | 2,4 | 2,2 | 0,4 | 20,9 |
| Carriera  | Carriera            | 32 | 32 | 32,4 | 41,5 | 29,0 | 69,2 | 5,1 | 2,4 | 2,2 | 0,4 | 20,9 |

### NBA

#### Regular season
| Anno      | Squadra             | PG  | PT  | MP   | TC%  | 3P%  | TL%  | RP  | AP  | PRP | SP  | PP   |
| --------- | ------------------- | --- | --- | ---- | ---- | ---- | ---- | --- | --- | --- | --- | ---- |
| 1998-1999 | Philadelphia 76ers  | 50  | 1   | 19,8 | 41,1 | 15,4 | 70,9 | 3,8 | 1,5 | 0,9 | 0,3 | 9,1  |
| 1999-2000 | Philadelphia 76ers  | 50  | 5   | 20,4 | 41,6 | 21,6 | 74,6 | 3,2 | 1,5 | 1,1 | 0,2 | 10,0 |
| 1999-2000 | G.S. Warriors       | 32  | 32  | 40,8 | 38,9 | 24,3 | 73,6 | 5,9 | 4,1 | 1,9 | 0,5 | 22,7 |
| 2000-2001 | G.S. Warriors       | 50  | 45  | 36,9 | 38,3 | 18,7 | 76,6 | 5,5 | 4,5 | 1,9 | 0,6 | 16,5 |
| 2001-2002 | G.S. Warriors       | 73  | 56  | 28,1 | 42,3 | 19,4 | 73,7 | 3,4 | 4,3 | 1,5 | 0,3 | 12,3 |
| 2002-2003 | Wash. Wizards       | 67  | 56  | 31,9 | 46,7 | 36,7 | 73,1 | 4,6 | 3,1 | 1,3 | 0,4 | 12,8 |
| 2003-2004 | Wash. Wizards       | 61  | 61  | 33,8 | 39,7 | 34,1 | 79,7 | 5,3 | 2,4 | 1,6 | 0,4 | 18,8 |
| 2004-2005 | Wash. Wizards       | 61  | 61  | 38,7 | 43,0 | 28,2 | 77,7 | 6,3 | 4,7 | 2,9 | 0,3 | 22,0 |
| 2005-2006 | Cleveland Cavaliers | 36  | 31  | 35,6 | 40,9 | 36,8 | 75,6 | 4,5 | 3,6 | 1,5 | 0,6 | 15,5 |
| 2006-2007 | Cleveland Cavaliers | 70  | 68  | 37,1 | 40,0 | 33,3 | 67,6 | 3,8 | 3,7 | 1,3 | 0,4 | 14,9 |
| 2007-2008 | Cleveland Cavaliers | 40  | 32  | 30,3 | 37,7 | 34,1 | 81,5 | 3,6 | 2,4 | 1,5 | 0,3 | 12,3 |
| 2007-2008 | Chicago Bulls       | 28  | 25  | 28,9 | 38,7 | 35,3 | 77,5 | 3,1 | 3,1 | 1,4 | 0,2 | 12,0 |
| 2008-2009 | Chicago Bulls       | 30  | 6   | 26,4 | 41,2 | 39,2 | 81,7 | 3,1 | 2,0 | 1,2 | 0,3 | 12,0 |
| 2008-2009 | N.Y. Knicks         | 25  | 14  | 27,5 | 39,0 | 38,5 | 79,4 | 2,6 | 2,4 | 1,4 | 0,2 | 11,2 |
| 2009-2010 | N.Y. Knicks         | 31  | 14  | 26,5 | 36,6 | 28,9 | 82,3 | 3,5 | 3,5 | 1,3 | 0,4 | 9,6  |
| 2009-2010 | Charlotte Bobcats   | 14  | 2   | 21,1 | 32,7 | 35,7 | 85,3 | 2,3 | 2,0 | 0,9 | 0,3 | 8,1  |
| 2011-2012 | Orlando Magic       | 9   | 0   | 12,7 | 22,7 | 14,3 | 50,0 | 0,6 | 0,8 | 0,2 | 0,0 | 1,3  |
| Carriera  | Carriera            | 727 | 509 | 30,8 | 40,6 | 30,9 | 75,7 | 4,2 | 3,1 | 1,5 | 0,4 | 14,1 |

#### Play-off
| Anno     | Squadra             | PG | PT | MP   | TC%  | 3P%  | TL%  | RP  | AP  | PRP | SP  | PP   |
| -------- | ------------------- | -- | -- | ---- | ---- | ---- | ---- | --- | --- | --- | --- | ---- |
| 1999     | Philadelphia 76ers  | 8  | 2  | 24,8 | 40,3 | 0,0  | 83,3 | 4,6 | 2,0 | 1,9 | 1,1 | 10,3 |
| 2005     | Wash. Wizards       | 10 | 10 | 40,1 | 37,6 | 21,2 | 83,1 | 7,1 | 3,7 | 2,0 | 0,7 | 20,7 |
| 2006     | Cleveland Cavaliers | 9  | 8  | 37,3 | 31,9 | 27,8 | 74,2 | 3,0 | 4,0 | 2,2 | 0,1 | 11,1 |
| 2007     | Cleveland Cavaliers | 18 | 18 | 35,5 | 34,7 | 35,2 | 74,6 | 3,9 | 2,4 | 1,4 | 0,4 | 11,3 |
| 2010     | Charlotte Bobcats   | 4  | 0  | 14,5 | 47,1 | 40,0 | 57,1 | 3,3 | 1,5 | 0,0 | 0,0 | 6,0  |
| Carriera | Carriera            | 49 | 38 | 33,3 | 36,1 | 28,7 | 78,2 | 4,5 | 2,8 | 1,6 | 0,5 | 12,6 |

## Curiosità
Nell'anno 2002 prese parte alla realizzazione del video musicale del brano Dilemma del rapper Nelly e della cantante Kelly Rowland.

## Palmarès
- McDonald's All-American Game (1997)
- NBA All-Defensive First Team (2005)
- Migliore nelle palle rubate NBA (2005)